# علی منصور
رجبعلی منصور (۱۲۶۵ – ۱۷ آذر ۱۳۵۳) ملقب به منصورالملک، سیاستمدار ایرانی بود که در دورهٔ پهلوی، دو مرتبه به‌عنوان نخست‌وزیر ایران خدمت کرد. حسنعلی منصور فرزند اوست.

## تحصیلات
پدرش میرزا علی‌اکبرخان آشتیانی بود. رجبعلی تحصیلات مقدماتی و متوسطه را در مدارس مظفری و دارالفنون به پایان رساند و مطابق معمول زمان در حسن خط و شیوه نگارش نیز جد و جهدی از خود بروز داد. سپس وارد مدرسه سیاسی شد و در ۱۲۸۵ از این مدرسه فارغ‌التحصیل شد و به استخدام وزارت امور خارجه درآمد.

## مناصب دولتی
استخدامش در وزارت خارجه مقارن بود با اوائل جنبش مشروطه و سال‌ها در اداره انگلیس آن وزارتخانه خدمت کرد که ریاستش با حسن رئیس ظهیرالملک بود. با دختر رئیس خود ازدواج کرد و در سال ۱۲۹۴ به ریاست اداره انگلیس رسید. در همین سمت لقب منصورالملک گرفت و علاوه بر سمت دولتی خود، در مدرسه سیاسی به تدریس حقوق در یونان و روم قدیم پرداخت. گفته شده که منصورالملک در سمت رئیس اداره انگلیس در انعقاد قرارداد ۱۹۱۹ نقش مهمی داشت.
علی منصور در سال ۱۲۹۸ به کفالت وزارت خارجه منصوب شد. پس از سقوط وثوق‌الدوله در سمت معاون میرزا اسدالله خان مشارالسلطنه، وزیر امور خارجه ابقا شد. در کابینه‌های سپهدار رشتی و سیدضیاءالدین همچنان معاون وزیر امور خارجه بود. در کابینه قوام‌السلطنه که خودش وزارت داخله را به عهده داشت، منصورالملک معاون و عملاً کفیل (سرپرست) وزارت داخله شد.
از جمله مهمترین رخدادهایی که در این دوره مسئولیت او رخ داد، حمله سمیتقو به مناطقی از آذربایجان بود. منصورالملک که هم‌زمان با معاونت وزارت داخله، حکمرانی ارومیه را نیز بر عهده داشت، مستقیم درگیر فروخواباندن غائله سمیتقو بود.
دولتهایی که از آن پس مشیرالدوله، قوام‌السلطنه، مستوفی‌الممالک و سردارسپه تشکیل دادند، هیچ‌کدام وزیر داخله نداشت و منصورالملک در همه این دولتها وزارت داخله را سرپرستی می‌کرد تا هشتم شهریور ۱۳۰۳ که سردارسپه امیراقتدار را وزیر داخله کرد و منصورالملک معاون او شد. از آن پس در دولتهای فروغی و مستوفی نیز همچنان معاون وزارت داخله ماند تا در سال ۱۳۰۶ والی آذربایجان شد. سپس برای نخستین بار در در سال ۱۳۰۸ به وزارت رسید و مخبرالسلطنه هدایت در کابینه خود او را وزیر داخله کرد.

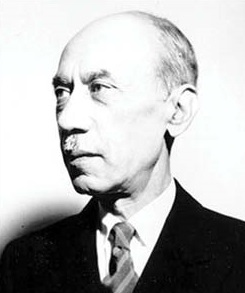
رجبعلی منصور

منصور در فروردین ۱۳۱۲ وزیر طرق و شوارع (راه) شد. بهره‌برداری از راه‌آهن در زمان وزارت او آغاز شد و در دوازدهم امرداد ۱۳۱۴ لایحه تشکیل مؤسسه دولتی راه‌آهن را برای تصدی بهره‌برداری از شبکه راه‌آهن به تصویب مجلس شورای ملی رساند.

## اتهام و محاکمه
روز ۲۷ دی ۱۳۱۴ علی منصور از وزارت راه برکنار و بازداشت شد. پیگرد قضائی و محاکمه وزیران طبق قانون می‌بایست با تصویب مجلس صورت می‌گرفت محسن صدر وزیر عدلیه در پنجم بهمن لایحه‌ای به مجلس تسلیم کرد و مجوز گرفت. در ۲۸ اسفند کمیسیون عدلیه گزارشی از پرونده منصور به مجلس داد که دوران وزارت علی منصور را چنین توصیف می‌کرد:

«وضعیت معاملاتی وزارت طرف و جریان اموران در زمان تصدی علی منصور فوق‌العاده مختل و خراب بوده و بازار ارتشا و سوء استفاده در این وزارتخانه رواج کامل داشته و اکثر نیز منتهی بر اضرار دولت و تفریط مالیه مملکت گردیده‌است و شخص علی منصور نیز علاوه بر این که از اکثر معاملات وزارت طرق به طرق مختلفه سوءاستفاده نموده‌است، با وجود اطلاع از وضعیت ناگوار وزارتخانه به هیچ وجه درصدد اصلاح و جلوگیری از ارتشاء و سوءاستفاده‌های سایر مستخدمان برنیامده است».

بنا بر پرونده علی منصور، علی‌اصغر طالقانی مدیر داخلی شرکت سوئدی سنتاب اعتراف کرده بود که پانزده هزار تومان در سه نوبت برای امضای قرارداد ساخته سه پل شخصاً به علی منصور پرداخته‌است: پنج هزار تومان اول را بعد از مناقصه پل‌های بین پل‌سفید تا چابکسر شب در منزل شخصی منصور و در پاکتی محتوی پنجاه اسکناس یکصد تومانی به او پرداخته، پنج هزار تومان دوم را برای دریافت قرارداد ساخت بقیه پل‌های مازندران و پنج هزار تومان سوم برای قرارداد ساخت پل بندر پهلوی به غازیان.
منصور متهم بود که نه تنها خود مستقیماً رشوه گرفته، بلکه از رشوه‌گیری مدیران زیردستش نیز خبرداشته و برخوردی با آنها نکرده، علاوه بر اینکه مقررات مربوط به مناقصه را آن هم در معاملاتی که هر یک به صدها هزار تومان می‌رسیده، نادیده می‌گرفته‌است؛ و اگر هم در مواردی اقدام به مناقصه می‌کرده، مناقصه را «اشخاص غیرصحیح آن هم بی‌ترتیب» انجام می‌داده‌اند.
از جمله مواردی که منصور متهم بود مناقصه را رعایت نکرده، خریداری کشتی مخصوص سلطنتی از شرکتی هلندی و همچنین خرید کشتی شن‌کش از شرکت شی‌شاو آلمانی به بهای بیش از دو میلیون و یکصد هزار تومان که طبق پرونده او، هم ۴۸۰ هزار تومان گرانتر از فروشنده دیگر خریده و هم قانون واردات و صادرات را رعایت نکرده بوده که ملزم می‌کرد واردات کالا بایستی در برابر صدور کالا باشد.
اتهام رشوه‌گیری محمد نبوی، پدر همسر علی منصور نیز به پای او نوشته شد. نبوی اعتراف کرده بود که از شرکتی هلندی برای اخذ قرارداد ساخت بندر نوشهر، سی‌هزار تومان رشوه گرفته بوده‌است. عزت‌الله هدایت مهندس طرق که او نیز متهم به دریافت رشوه از همین شرکت هلندی بود، اعتراف کرده بود که محمد نبوی به او گفته که بخشی از آن سی‌هزار تومان به ساخت خانه علی منصور اختصاص یافته‌است. مأموران رسیدگی کننده به پرونده منصور همچنین با توجه به «قرابت» محمد نبوی با علی منصور و عدم تناسب مبلغ سی هزار تومان با «مساعدتی که شخص نبوی می‌توانست نسبت به قرارداد بندر» انجام دهد به این نتیجه رسیده بودند که او بخشی از رشوه را برای منصور گرفته بوده‌است.
با این حال، منصور در نهایت تبرئه شد. در ۳۱ امرداد ۱۳۱۵ هیئت عمومی مستشاران دیوان تمییز به ریاست رضاقلی هدایت تشکیل جلسه داد. پس از دو روز دادگاه پایان پذیرفت و رأی بر تبرئه منصور صادر و پرونده سایرین هم به دیوان جزای عمال دولت احاله شد. شاه از تبرئه منصور ناراضی بود، لاجرم رضاقلی هدایت رئیس دیوان عالی تمییز را منفصل کرد و صدر نیز از وزارت دادگستری استعفا داد.

## بازگشت به کار
پس از دو سال از علی منصور دلجویی شد و او را سر کار برگرداندند. در بیستم شهریور ۱۳۱۷ محمود جم دوباره منصور را به دولتش بازگرداند و وزارت صناعت و معادن را به او سپرد. کمی بعد در مهر ماه نام وزارت صناعت و معادن رسماً به پیشه و هنر تغییر یافت.
علی منصور در وزارت پیشه و هنر در جهت فعال کردن معادن و جذب سرمایه به بخش معدن و نظام‌مند کردن کشف و استخراج معادن کوشید. قراردادی با شرکتی هلندی برای اکتشاف و استخراج معادن در ایران بست و نخستین قانون معادن در ایران را در شانزدهم بهمن ۱۳۱۷ به تصویب مجلس شورای ملی رساند.

## نخست‌وزیری و شهریور ۱۳۲۰

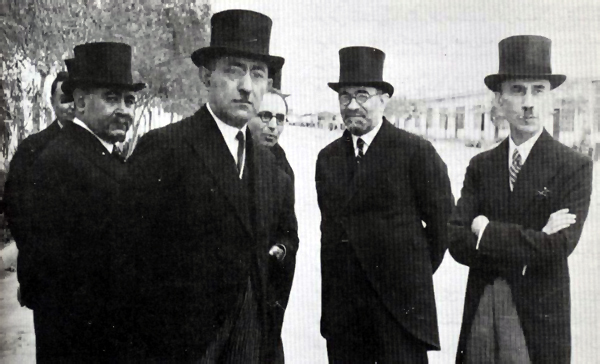
از راست: علی منصور، محمدعلی فروغی، مصطفی‌قلی بیات، علی‌اکبر داور و محمود جم

منصور در هشتم تیر ۱۳۱۹ به جای متین دفتری به نخست‌وزیری منصوب شد و فردای آن روز دولت خود را به مجلس معرفی کرد که همان اعضای دولت متین دفتری بود. با اینکه جنگ جهانی دوم و اعلام جنگ متفقین و متحدین به یکدیگر در سال پیش آغاز شده بود، اما حمله آلمان به فرانسه و رویارویی طرفین عملاً چند هفته پیش از آغاز نخست‌وزیری منصور بود.
دولت‌های شوروی و انگلیس توسط سفیران خود در تهران در روزهای ۲۸ تیر و ۲۵ امرداد ۱۳۲۰ تذکاریه‌هایی (یادداشت‌هایی) به منصور دادند و خواهان اخراج بخش عمده آلمانی‌های مقیم ایران شدند. منصور در پاسخ آن‌ها چه در مذاکرات متعدد شفاهی و چه با ارسال یادداشت‌هایی به مسکو و لندن در هفتم و سی‌ام امرداد اطمینان داد که دولت او مراقبت رفتار همه شهروندان بیگانه خواهد بود تا از آلمانی‌های مشغول به کار در ایران خطری سر نزند. او همچنین برای اطمینان خاطر دادن به شوروی و انگلیس شروع به کاستن از شمار آلمانی‌ها در ایران کرد.
با این حال ساعت چهار بامداد سوم شهریور ۱۳۲۰ سفیران شوروی و انگلیس به خانه منصور رفتند و هر کدام یادداشتی به او دادند که علاوه بر تکرار همان خواست قبلی دربارهٔ اخراج آلمانی‌ها، در آن‌ها تهدید به حمله نظامی هم عنوان شده بود. همزمان با حضور این دو سفیر در خانه منصور، نیروهای انگلیس از بندر شاهپور و خرمشهر و قصر شیرین و نیروهای شوروی از جلفا وارد ایران شدند. شب همان روز سوم شهریور، رضا شاه منصور را برکنار کرد و نخست‌وزیری را به محمدعلی فروغی داد.
فروغی منصور را استاندار خراسان کرد و تولیت آستان قدس رضوی را هم به او داد. منصور تا سال ۱۳۲۳ در مشهد بود تا به تهران احضار شد و مدتی بیکار بود تا اینکه در سال ۱۳۲۵ بار دیگر استاندار آذربایجان شد ولی در برابر مشکلات تاب نیاورد و به تهران بازگشت. سمت بعدی‌اش عضویت در شورای عالی اقتصاد و مدتی هم ریاست شورای عالی برنامه کشور بود.
در نوروز ۱۳۲۹ منصور با حمایت روشن سفارت و شخص سفیر بریتانیا یعنی لوروژتل، پس از ساعد مراغه‌ای، نخست‌وزیر شد، زیرا انگلیسی‌ها او را قادر به قبولاندن قرارداد الحاقی به مجلس می‌دانستند. در نتیجه منصور بدون رای تمایل مجلس به نخست‌وزیری رسید.
منصور در ایام نخست‌وزیری برای جلب نمایندگان به خواسته‌های جبهه ملی ایران با نظر مساعد برخورد می‌کرد. همچنین آیت‌الله کاشانی را که پس از ترور شاه به لبنان تبعید شده بود به ایران دعوت کرد. بالاخره منصور قرارداد الحاقی را به مجلس تقدیم کرد ولی نظری در موافقت با آن ابراز نکرد و خواست که مجلس قرارداد را بررسی کند. بریتانیا که تردید منصور در دفاع از قرارداد را دید با نظر مثبت به نخست‌وزیری سرلشکر رزم‌آرا تمایل نشان داد.
پس از سه ماه نخست‌وزیری، روز پنجم تیر ۱۳۲۹ منصور به دربار احضار و به صورت غیرمنتظره‌ای از او خواسته شد استعفا بدهد. او استعفا را به شرطی پذیرفت که حکم سفارت ایتالیا به او داده شود، سرانجام همان‌جا به مدیرالملک جم که در ایتالیا سفیر شد تلگراف کردند که بازگردد و منصور استعفای دولتش را تقدیم کرد.

## مناصب بعدی
منصور در سال ۱۳۳۱ سفیر ایران در ترکیه و در سال ۱۳۴۲ سفیر سیار ایران در دول اروپایی شد که چهار سال در این سمت باقی بود و سپس به ایران بازگشت و در سال ۱۳۵۳ درگذشت. حسنعلی منصور فرزند او بود.